# Boreotrophon cepulus
Boreotrophon cepulus är en snäckart som först beskrevs av Sowerby 1880.  Boreotrophon cepulus ingår i släktet Boreotrophon och familjen purpursnäckor. Inga underarter finns listade i Catalogue of Life.